# Nicolás Fuentes
Domingo Nicolás Fuentes Zegarra (Mollendo, 1941. december 20. – Callao, 2015. október 28.) válogatott perui labdarúgó, hátvéd.

## Pályafutása

### Klubcsapatban
1961 és 1963 között az Atlético Chalaco, 1964 és 1970 között az Universitario, 1971–72-ben a Defensor Lima, 1973-ban ismét az Atlético Chalaco, 1974-ben a Sporting Cristal labdarúgója volt. Az Universitario csapatával négy bajnoki címet nyert.

### A válogatottban
1965 és 1970 között 30 alkalommal szerepelt a perui válogatottban és egy gólt szerzett. Részt vett az 1970-es mexikói világbajnokságon.

## Sikerei, díjai
Universitario
- Perui bajnokság
  - bajnok (4): 1964, 1966, 1967, 1969